# Euskaltegi

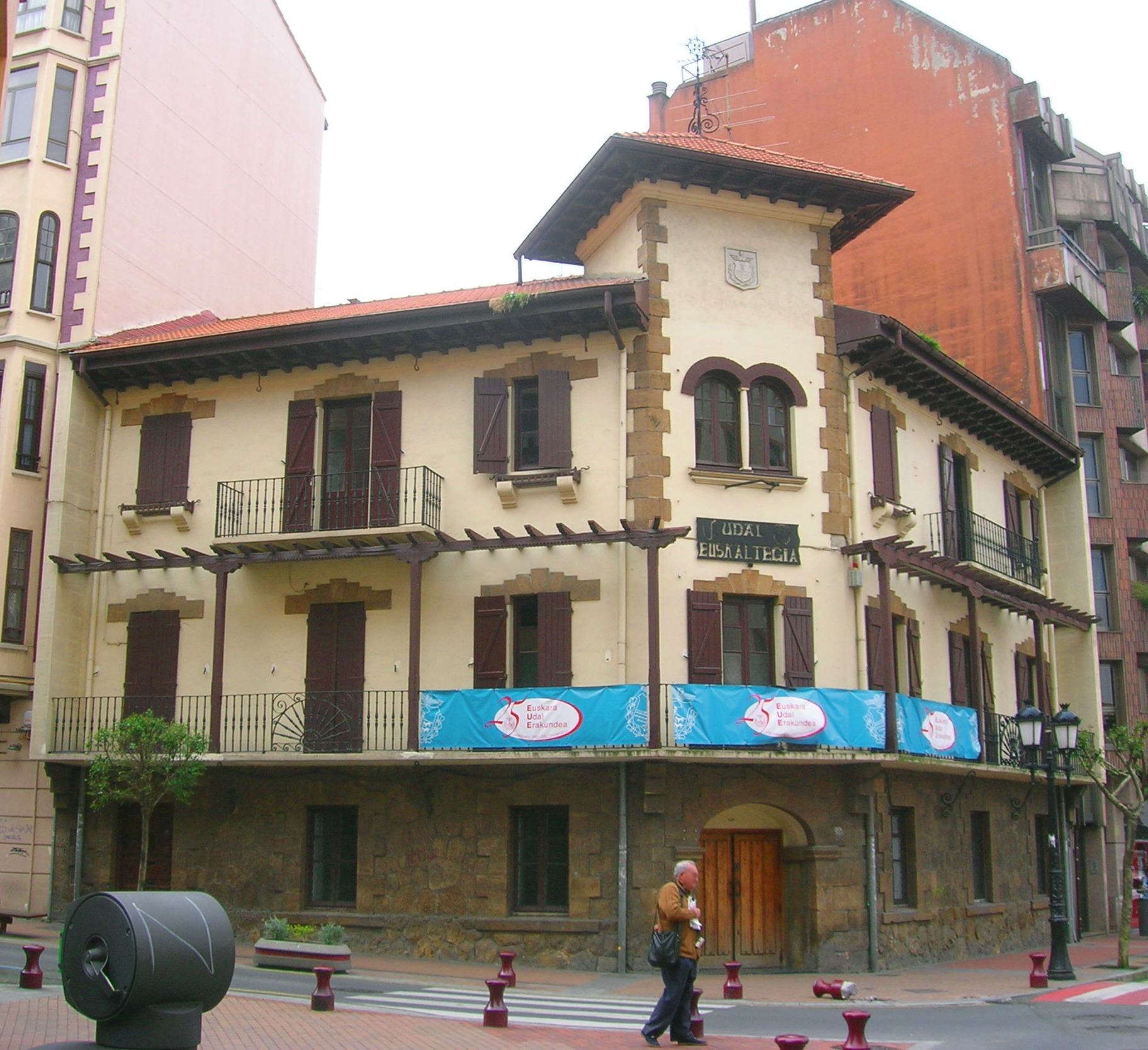
L’Euskaltegi municipal de Barakaldo en Biscaye.

 (septembre 2023).
 (septembre 2023).
Si vous disposez d'ouvrages ou d'articles de référence ou si vous connaissez des sites web de qualité traitant du thème abordé ici, merci de compléter l'article en donnant les références utiles à sa vérifiabilité et en les liant à la section « Notes et références ».
L'Euskaltegi est un centre d'enseignement de la langue basque aux adultes.
Ils se trouvent principalement au Pays basque espagnol, c'est-à-dire dans les Communautés autonomes d'Euskadi et de Navarre. Il en existe aussi dans le Pays basque français, notamment sous la forme d'association proposant des cours du soir, d'où leur nom en basque de : Gau eskola. On en dispense également dans les centres culturels basques (Euskal Etxea) répartis à travers le monde.
Il existe deux types d'Euskaltegi :
- Les euskaltegis publics qui dépendent des municipalités, dénommés Udal euskaltegiak (il y en avait 44 en Euskadi (2009)).
- Les euskaltegis privés gérés par des agences ou des personnes privées.

Étant pour la plupart privés, les euskaltegis sont regroupés en fédérations, telles que AEK, HABE et IKA.
Les Gau eskola, quant à elles, sont des structures associatives. Elles sont regroupées au sein de la fédération AEK.
Grâce à ces structures d’apprentissage et d’alphabétisation, près de 16 000 adultes apprennent le basque sur l’ensemble du Pays basque en 2009.
Les euskaltegis où l'on peut étudier en pension complète, sont appelés barnetegi.
Étymologie
Le terme euskaltegi comprend les mots euskal qui signifie « basque » et -tegi qui signifie « lieu »; donc « école de l'euskara ».
Quant à barnetegi, barne signifie « intérieur » de sorte que le terme signifie « internat ».
Gau eskola de gau : « nuit » et eskola : « école ».